# Etat Nr 4/62 pułku artylerii haubic
Etat Nr 4/62 pułku artylerii haubic – etat oddziału artylerii ludowego Wojska Polskiego uzbrojonego w haubice, zatwierdzony 12 marca 1951.

## Struktura organizacyjna pułku artylerii haubic
Struktura organizacyjna pułku artylerii haubic zgodnie z etatem Nr 4/62 obejmowała następujące komórki organizacyjne i pododdziały:
- dowództwo
- trzy dywizjony 122 mm haubic
- dywizjon szkolny
- pluton dowodzenia
- pluton gospodarczy

Każdy z trzech dywizjonów haubic składał się z trzech baterii haubic, a te z kolei z plutonu dowodzenia i dwóch plutonów ogniowych. Pluton ogniowy liczył dwa działony. Łącznie na uzbrojeniu pułku znajdowało się czterdzieści 122 mm haubic wz. 1938.
Trzy pułki artylerii haubic tworzyły brygadę artylerii haubic. Dwie brygady artylerii haubic, jedna brygada artylerii ciężkiej z dywizjonem artyleryjskiego rozpoznania pomiarowego i bateria dowodzenia tworzyły dywizję artylerii przełamania.
W 1951 na etat Nr 4/62 przeformowane zostały cztery istniejące pułki artylerii haubic (68, 70, 73 i 74) oraz sformowanych osiem kolejnych (103, 105, 108, 109, 123, 127, 131 i 140).
4 grudnia 1952 wymienione wyżej oddziały przeformowane zostały na etaty Nr 4/85 i skadrowane. Zmniejszeniu uległy stany osobowe i liczba haubic z 40 do 26.